# Leśniki (województwo warmińsko-mazurskie)
Leśniki (niem. Leschnicken) – wieś w Polsce położona w województwie warmińsko-mazurskim, w powiecie oleckim, w gminie Świętajno.
W latach 1975–1998 miejscowość administracyjnie należała do województwa suwalskiego.
Wieś założona na prawie chełmińskim w 1562 r. Zasadźca Jan Leśnik (od jego nazwiska wzięła się nazwa wsi) kupił 4 włóki boru między Jeziorem Kukowskim a Rydzewem. W XVIII wieku wieś zamieszkiwali chłopi chełmińscy.
W roku 1938 w ramach hitlerowskiej germanizacji zmieniono urzędową nazwę wsi na Kleinheinrichstal.